# Кожевников, Сергей Николаевич (политработник)
Сергей Николаевич Кожевников (1896 — 9 января 1938) — советский военный политработник, армейский комиссар 2-го ранга (20.11.1935).

## Юность
Родился в октябре 1896 в Бирске Уфимской губернии в русской многодетной семье; глава семьи работал печником. В 1910 окончил начальное училище, после чего поступил в учительскую семинарию. Из семинарии, однако, в 1913 году был отчислен как политически неблагонадёжный. Через некоторое время вновь поступил в эту семинарию и окончил её экстерном. В 1914 году устроился работать учителем в заводскую школу посёлка Лысьва. В 1916 году уволился с работы и поступил в Екатеринбургский учительский институт.

## Революция и Гражданская война
В 1917 после Февральской революции вступил в РСДРП(б) и стал членом Екатеринбургского совета рабочих депутатов. Проводил революционную пропаганду среди интеллигенции Екатеринбурга и рабочих Верхне-Исетских заводов. После Октябрьской революции работал в народном комиссариате финансов Урала.
Когда в мае 1918 года начался мятеж чехословацкого корпуса, Кожевников вступил в РККА и был зачислен в Уральский коммунистический батальон И. М. Малышева. Участвовал в боевых действиях с белочехами и колчаковцами на Восточном фронте. До марта 1919 служил красноармейцем и секретарём ротной, позже полковой партийных ячеек полка имени Малышева, а затем назначен военкомом 267-го стрелкового полка 30-й стрелковой дивизии. С ноября 1919 — военком бригады в той же дивизии в составе 5-й армии. Затем в апреле 1920 переведён в политотдел 5-й армии и назначен в нём начальником агитационно-пропагандистского отделения.

## Послевоенный период
В 1921—1923 — начальник военно-политических курсов и начальник Китайско-корейской партийной школы Дальневосточного сектора Коммунистического интернационала. С февраля 1923 — начальник агитпропотдела Политуправления Восточно-Сибирского военного округа. Но уже в апреле того же года переведён на должность начальника Политуправления Западно-Сибирского военного округа. В июне 1924 переведён в БССР заместителем начальника Политуправления Западного военного округа. С февраля 1925 года последовательно был членом РВС и начальником политуправлений Западного военного округа, с июня 1926 — Сибирского военного округа, с июля 1928 — Белорусского военного округа, с декабря 1929 — Северо-Кавказского военного округа. В декабре 1933 зачислен слушателем на Восточный факультет Военной академии РККА имени М. В. Фрунзе. В сентябре 1935 окончил академию, после чего был назначен начальником Политуправления Харьковского военного округа. 20 ноября того же года ему присвоено звание армейского комиссара 2-го ранга.

## Арест и смерть
С декабря 1936 — в распоряжении ПУРККА. 9 июля 1937 уволен из РККА.
Арестован 9 сентября 1937. В ходе следствия признал себя виновным в участии в военно-фашистском заговоре. 8 января 1938 на суде также признал себя виновным. По статье 54-1"б" УК УССР был приговорён Военной коллегией Верховного суда СССР как участник военно-фашистского заговора к высшей мере наказания. Приговор приведён в исполнение на следующий день.
Определением ВКВС 14 июля 1956 реабилитирован.

## Семья
- Александра Кондратьевна Лесик-Вострецова (1906—1984) — жена с 1934 г., медсестра[8]. В марте 1938 года была приговорена к восьми годам лагерей как член семьи изменника Родины, наказание отбывала в Акмолинском лагере жён изменников Родины[9].

## Награды
- Орден Красного Знамени (20.02.1928[10])